# 馬凱特神父號列車
佩雷·馬凱特號列車（英語：Pere Marquette）是美國國鐵運營的一條客運線路，作為其密歇根州業務的一部分。該線路全長176英里（283公里），位於密歇根州大急流城和伊利諾伊州芝加哥之間。它部分由密歇根州交通部資助，東行列車編號370次，西行編號371次。西行列車在早高峰時期離開大急流城，東行列車在下午高峰期離開芝加哥，從而實現兩個城市之間的當日商務旅行。
這列火車以停止運營的佩雷·馬凱特鐵路的命名，佩雷·馬凱特是密歇根州西部密歇根湖畔城市拉丁頓的舊名，此名來自法國探險家、耶穌會士雅克·馬凱特，佩雷（Pere）在法語中是教父、神父的意思。